# PKS Odra Wrocław
PKS Odra Wrocław – polski klub piłkarski z siedzibą we Wrocławiu. Po 1980 roku połączył się z Pafawagiem Wrocław.
W sezonie 1978/79 klub zajął 1. miejsce w grupie VI III ligi i awansował po raz pierwszy i jedyny w historii do II ligi. Na II szczeblu rozgrywkowym w sezonie 1979/80 zajął ostatnie, 16. miejsce, zdobywając zaledwie 15 punktów. Po spadku klub wycofał się z rozgrywek. Sekcja piłki nożnej PKS Odry została przekazana Pafawagowi Wrocław.

## Sukcesy
- 1/2 finału Pucharu Polski – 1972/1973
- awans do II ligi w sezonie 1978/1979

## Występy ligowe
| Sezon   | Liga              | Miejsce | Mecze | Bilans bramkowy | Punkty | Uwagi                                            |
| 1976/77 | III liga grupa VI | 9       | 28    | 40-38           | 29     |                                                  |
| 1977/78 | III liga grupa VI | 8       | 26    | 26-25           | 26     |                                                  |
| 1978/79 | III liga grupa VI | 1       | 26    | 43-24           | 39     | awans                                            |
| 1979/80 | II liga           | 16      | 30    | 17-58           | 15     | spadek · Po sezonie klub wycofał się z rozgrywek |
| Sezon   | Liga              | Miejsce | Mecze | Bilans          | Punkty | Uwagi                                            |

| Oznaczenie kolorami |
| ------------------- |
| II poziom ligowy    |
| III poziom ligowy   |
| IV poziom ligowy    |
| V poziom ligowy     |